# 3493 Степанов
3493 Степанов (3493 Stepanov) — астероїд головного поясу, відкритий 3 квітня 1976 року.
Тіссеранів параметр щодо Юпітера — 3,651.